# Apranga
Apranga est une entreprise lituanienne de prêt-à-porter faisant partie de l'OMX Vilnius, le principal indice de la bourse de Vilnius. Elle exploite principalement des marques sous franchises, comme celles du groupe espagnol Inditex (Zara, Pull and Bear, Bershka), Mango, ainsi que des marques de luxe comme Hugo Boss, Ermenegildo Zegna et Emporio Armani.